# Agens in rebus
Ein agens in rebus (wörtlich „jemand, der in Angelegenheiten tätig ist“), auch magistrianus genannt (aus altgriechisch μαγιστριανός magistrianós „dem magister zugeordnete Person“ oder ἀγγελιαφόρος angeliaphóros „Botenläufer“), war ein Beamter des spätantiken römischen Staates, der mit Überwachungsaufgaben betraut war. Die agentes in rebus waren seit Konstantin in einer militärisch organisierten schola zusammengefasst und dem Prätorianerpräfekten oder dem magister officiorum unterstellt. Erstmals im Jahr 319 bezeugt, werden die agentes in rebus seit dem 7. Jahrhundert nicht mehr erwähnt.
Mit den agentes in rebus schuf sich die Zentralverwaltung ein Instrument, um angesichts der ineffektiven, aufgeblähten und durch interne Rivalitäten manchmal handlungsunfähigen Provinzverwaltung vor Ort intervenieren zu können. Bedingung dafür war allerdings, dass die agentes nicht so korrupt waren wie jene Beamten, die sie kontrollieren sollten. Die in der älteren Literatur gängigen Bezeichnungen als „Geheimpolizei“ bzw. „Spitzel“ sind insofern irreführend, als die agentes ihre militärischen Abzeichen (Chlamys und Cingulum) trugen und sich nicht unerkannt unter die Bevölkerung mischten.

## Organisation

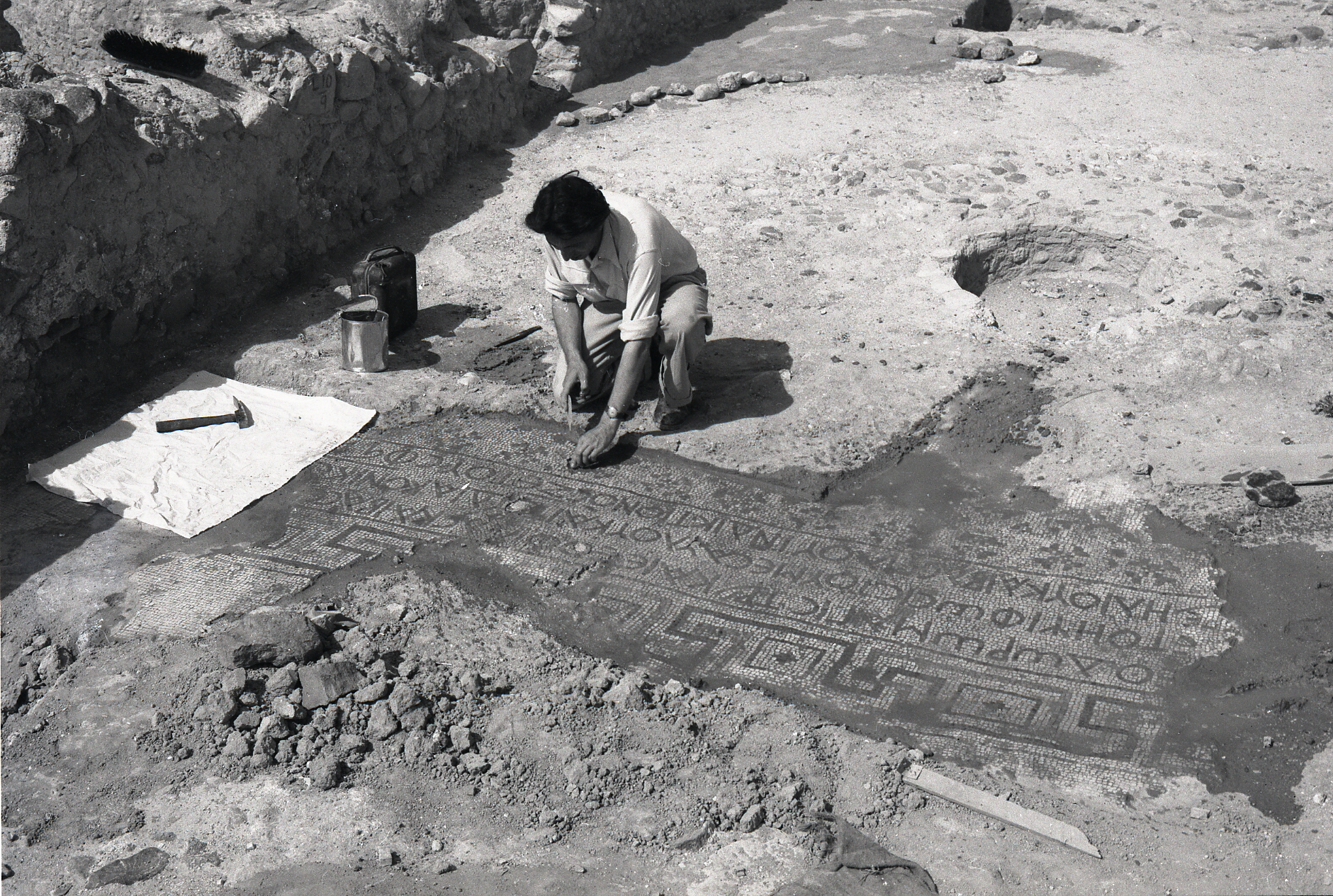
Stifterinschrift des agens in rebus Theodoros in der byzantinischen Kirche von Philoteria (= Tel Beth Yerah, Israel), datiert 528 n. Chr.

Im Codex Theodosianus (6,27 ff.) wurde für das 5. Jahrhundert die Gesamtzahl der agentes in rebus auf 1174 Personen festgelegt, und eine fünfjährige Probezeit war verpflichtend. Der magister officiorum hatte die Bewerber daraufhin zu überprüfen, woher sie stammten, was sie vorher gemacht hatten und wie ihr sittliches Verhalten war. Während die Bewerbung von Familienmitgliedern der agentes gern gesehen war, wurden Juden und Samaritaner nicht zugelassen. Der Codex Iustinianus (12,20 f.) sah für die schola im 6. Jahrhundert ein der Kavallerie entsprechendes Rangschema vor:
- 450 equites
- 300 circitores
- 250 biarchi
- 200 centenarii
- 48 ducenarii.

Nach Dienstalter und Leistung stieg man in diesem System auf und konnte nach Abschluss der 25-jährigen Dienstzeit Spitzenämter in der Verwaltung, unter anderem als Provinzstatthalter, wahrnehmen.

## Einsatzgebiete
Ein Teil der agentes stand in der schola in Konstantinopel für kaiserliche Aufträge bereit. Seit Constantius II. wurden die übrigen agentes als Sonderbeauftragte in die Provinzen entsandt, wo sie teils als kaiserliche Kuriere Erlasse und Depeschen überbrachten, teils in den Kanzleien der Prätorialpräfekten und Vikare (Vorsteher einer Dioecesis) arbeiteten, stets jedoch als Informanten der Zentralregierung. Sie kontrollierten in der jeweiligen Kanzlei (officium) die Untergebenen, aber auch den Prätorialpräfekten bzw. Vikar selbst. Die unteren Ränge (equites, eventuell auch circitores), die als Kuriere eingesetzt wurden, bekamen wahrscheinlich einiges mit, worüber sie berichten konnten, waren aber ständig unterwegs und daher wohl nur eingeschränkt in der Lage, vor Ort zu intervenieren. Sie konnten zusammen mit der Rückantwort an den Kaiserhof auch Schreiben von Beamten und kirchlichen Stellen befördern; ob sie in den Provinzialverwaltungen stationiert waren, geht aus den Quellen nicht hervor.
Die curiosi („Sorgfältige, Wissbegierige“) waren eine Sondergruppe der agentes in rebus, die sowohl in der Residenz als auch in den Provinzen und außerhalb des Römischen Reichs eingesetzt werden konnten. Sie ermittelten unabhängig von örtlichen Behörden, insbesondere den Missbrauch des cursus publicus und Gesetzesverstöße (crimina) in den Provinzen. Dem magister officiorum unterstand ein curiosus cursus publici praesentalis, der sämtliche curiosi an ihren verschiedenen Einsatzorten leitete. Da gegebenenfalls gegen hochgestellte Persönlichkeiten vorgegangen werden musste, wenn sie den cursus publicus unberechtigt in Anspruch nahmen, mussten die agentes mit entsprechenden Kompetenzen ausgestattet sein. Sie wurden aus den höheren Rängen der agentes gewählt; in zwei Fällen ist sogar bezeugt, dass sie den Rang eines ducenarius hatten. Da es offenbar üblich war, dass die curiosi sich Kompetenzen anmaßten, die ihnen nicht zustanden, schritt der Gesetzgeber dagegen ein. Je mehr ihre Handlungsmöglichkeiten eingeschränkt wurden, desto mehr gingen die curiosi dazu über, Reisenden und Einwohnern Geld abzupressen. An der Küste von Dalmatia und auf den vorgelagerten Inseln beispielsweise hatte die Belästigung durch die curiosi solche Formen angenommen, dass die Kaiser ihre Tätigkeit dort insgesamt untersagten.
Den schlechten Ruf, den sie in antiken Quellen haben, verdanken die agentes auch einer weiteren Kontrollfunktion, nämlich staatsgefährdende Aktivitäten und insbesondere Hochverrat an die Zentralregierung zu melden.

## Ein Beispiel: Flavius Sarapodorus
Von insgesamt 132 agentes in rebus, die in antiken Dokumenten namentlich genannt sind, sind die Lebensumstände des Flavius Sarapodorus bei Weitem am besten bekannt.
Im ägyptischen El-Ashmunen wurden 1904/05 eine Gruppe Papyri gefunden, die zum Taurinus-Archiv in Hermupolis gehören. Flavius Taurinus, sein Sohn und Enkel hatten dort Führungspositionen in der Militärverwaltung. In ihrer Korrespondenz werden der agens Flavius Sarapodorus und seine jüngere Schwester Aurelia Eucharistia erwähnt. Vor 410 geboren und nach 485 gestorben, erreichte Sarapodorus mit über 75 Jahren ein hohes Alter. Dienststelle, Tätigkeit und Rang sind unbekannt. Zu Flavius Taurinus stand er in einem Nahverhältnis, ohne dass die Gründe hierfür erkennbar wären. Die Geschwister Sarapodorus und Eucharistia treten mehrfach als Verpächter von Grundbesitz auf, der in kleinen Parzellen über ein großes Gebiet verstreut war. Da Eucharistia zeitweise die Geschäfte für ihn führte, kann man vermuten, dass Sarapodorus seinen Heimatort Hermupolis häufig verließ.

## Agentesin der Literatur
Ammianus Marcellinus schrieb, dass der agens in rebus Apodemius im Auftrag des Constantius II. bei der Verhaftung und Hinrichtung des Caesars Constantius Gallus mitgewirkt habe. Sein Kollege Gaudentius sei Gast bei einem Bankett gewesen, welches Africanus, der Statthalter von Niederpannonien, in Sirmium gab. Die angetrunkenen Gäste schimpften über die Regierung; einige behaupteten, es gebe Omina, denen zufolge der Umsturz schon im Gange sei. Gaudentius berichtete alles dem Prätorianerpräfekten Rufinus, der wiederum den Kaiser informierte. Constantius II. ließ die Teilnehmer des Gelages verhaften. Der Tribun Marinus, der das verhängnisvolle Gesprächsthema aufgebracht hatte, beging während des Transports Selbstmord. Die übrigen wurden in Mediolanum gefoltert und nach ihrem Geständnis im Strafgefängnis inhaftiert. Der agens Gaudentius „brannte … nur noch um so stärker darauf, Verbotenem nachzuspüren, und erhielt die Weisung, sein Amt noch zwei Jahre lang beizubehalten, wie er es auch angestrebt hatte.“
Symmachus berichtete, dass der agens in rebus Africanus zwei Senatoren wegen Erregung von Unruhen in der Stadt Aricia denunzierte. Sie wurden verhaftet, und ihnen wurde der Prozess gemacht. Doch die Beweisaufnahme verlief ergebnislos. Africanus, dem nun die gleiche Strafe wie den von ihm Beschuldigten drohte, bat die Anklage fallen zu lassen. „Als ich mir aber sowohl die amtliche Stellung des Africanus als auch seine jugendliche Unvorsichtigkeit vor Augen führte, zog ich es vor, das Urteil über ihn gnädigen Richtern vorzubehalten.“
Augustinus von Hippo erzählte in seinen Confessiones, dass zwei agentes in rebus, deren Namen nicht genannt werden, bei einem Spaziergang in den Gärten vor den Toren von Trier auf dort lebende Asketen stießen, die Vita des Antonius lasen und spontan beschlossen, ihren Dienst aufzugeben und Asketen zu werden. Er legte einem agens die Worte in den Mund: „Sage doch, ich bitte dich, was wollen wir mit all unseren Anstrengungen erlangen, was suchen wir? Weswegen stehen wir im kaiserlichen Dienste? Können wir am Hofe ein größeres Ziel erhoffen als die Freundschaft des Kaisers? Und ist nicht da alles hinfällig und gefahrdrohend? Folgt nicht jeder entschwundenen Gefahr ständig eine größere? Wie lange dauert es, bis wir unser Ziel erreichen? Ein Freund Gottes aber kann ich, wenn ich will, augenblicklich werden.“ Pierre Courcelle vermutete 1950, die beiden agentes seien Hieronymus und sein Freund Bonosus gewesen. Diese These zieht aber weitere unbelegte Annahmen zur Biografie des Hieronymus nach sich, u. a. er sei verlobt gewesen, und gilt deshalb als unwahrscheinlich.